# 옥토메리아 크래시폴리아
옥토메리아 크래시폴리아(Octomeria crassifolia)는 에콰도르 동부, 브라질, 파라과이, 우루과이, 아르헨티나 북부에서 발견되는 난초의 일종이다.

## 이미지

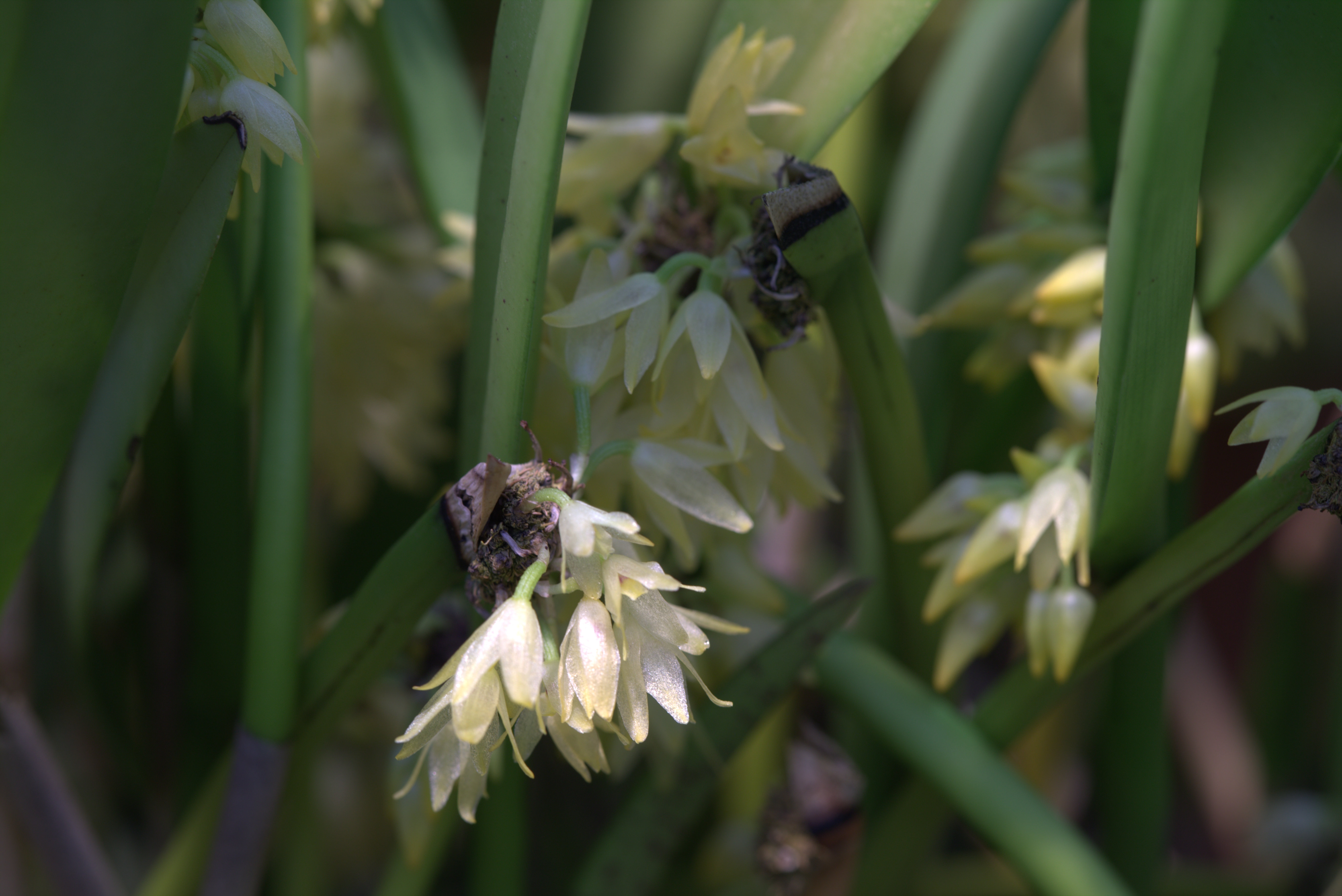